# Brodie Van Wagenen
Brodie Van Wagenen  (nacido 9 marzo de 1974) es un agente de deportes y corresponsable de la división de béisbol en CAA Deportes.
CAA Deportes es una división de Creative Artists Agency, una agencia de entretenimiento y deportes que representa a más de 800 de los mejores atletas en béisbol, futbol americano, básquetbol, futbol, tenis, golf, como también representa a iconos en deportes individuales, Olímpicos, entrenadores, locutores, y otras personalidades deportivas.

## Biografía
Van Wagenen creció en el Sur de California, donde atendió Crespi Carmelito High School antes de recibir una beca en béisbol para la Universidad de Stanford. Jugo como jardinero derecho durante los años 1993 y 1994 y se graduó en Comunicaciones en 1996. 
Van Wagenen empezó su carrera en la industria deportiva al trabajar para los Chicago Bulls en 1996 al 1997. A partir del 1999 hasta el 2001, Van Wagenen sirvió como Director de Desarrollo de Negocios para la marca digital Broadband Sports/Athlete Direct. Van Wagenen es un agente de jugadores certificado por la Major League Baseball Players Association.

## Agente de Deportes
Van Wagenen es uno de los corresponsables de la División de Baseball en CAA junto a Nez Balelo, Jeff Berry, y Joe Urbon. Al clasificar a CAA como la agencia más valiosa de deportes en el mundo, Forbes nombró a CAA Deportes como “el Rey indiscutible en el negocio de agencias deportivas.”  Forbes también nombró a Van Wagenen a su lista de los Top 50 Agentes más poderosos en el mundo.
En marzo de 2012, Sports Business Journal nombró a Van Wagenen en su lista de “40 bajo 40” de los mejores talentos jóvenes en negocios de deportes. Van Wagenen fue el primer agente de béisbol a ser nombrado desde el 2009. 
En 2012, Van Wagenen fue seleccionado para un puesto de dos años en la comitiva consultiva de agented en la  “Major League Baseball Players Assosiation.”  En 2014, le pidieron A Van Wagenen de quedarse por otro término de dos anos. 
Antes de unirse a CAA, Van Wagenen sirvió como Vice Presidente de IMG Baseball (2001-2006). 
Van Wagenen es basado en la ciudad de Nueva York,  y además de representar a muchos de los mejores jugadores de la MLB, supervisa los contratos, el marketing, y la administración corporativa de la división de béisbol. En combinación, los clientes de béisbol de CAA han sido seleccionados a 101 selecciones All-Star, y han ganado 17 trofeos Gold Glove, 8 premios de Rookie of the Year, 3 premios Cy Young, y 5 premios como MVP. CAA Deportes ha aconsejado a 57 reclutas de primera ronda desde el 2005 y ha negociado más de 180 millones de dólares en primas por firmar contratos a nivel aficionado.
Desde que abrió en 2010, CAA ha negociado más de $2.1 billones en contratos, más de cualquier otra agencia. Eso incluye 16 negocios de $50 millones o más (Buster Posey, Ryan Braun, Matt Cain, Ryan Zimmerman, Adam Jones, Andre Ethier, Yoenis Céspedes, Rusney Castillo, John Danks, Mark Buehrle, Roy Halladay, Ryan Howard, Robinson Canó, Phil Hughes, Jason Bay y Matt Garza.) Eso también incluye a seis contratos desde 2010 con un valor de $100 millones o más (Howard, Cano, Posey, Braun, Cain and Zimmerman).
Van Wagenen ha sido descrito como alguien quien “aporta análisis importante y creatividad para contratar negociaciones. A sus clientes, les brinda algo más. Más allá de salarios que cambian la vida, él les brinda lealtad más allá del terreno.” Randy Flores ha dicho de Van Wagenen, “Conectamos fácilmente, y una de las cosas más especiales de Brodie es que todo el que habla con él, siente la misma conexión. Deja cada conversación con un sentido de autenticidad. No solo tiene que ver con él. Uno puede imaginar los muchos clientes que tiene y lo ocupado que esta, pero siempre se toma el tiempo de hablar con alguien que no le traerá plata. El me ayudó a crear un marco de referencia para mi vida después de dejar a mi uniforme.” A.J Hinch ha dicho de él, “Brodie siempre ha sido leal. Así era como compañero de equipo, y ahora como amigo, como esposo y como padre, y por supuesto, es así como representa a sus clientes.”
Para Céspedes, Van Wagenen negoció un contrato de tres años por $75 millones con la opción de optar por no después de la primera temporada (2016). El promedio de $25 millones de valor anual del negocio igualó el promedio anual más alto de cualquier jardinero. Les fueron garantizados $27.5 millones si hubiese optado por no después de la primera temporada, lo cual sería el segundo AAV más alto para un jugador de posición. Céspedes pudo volver a firmar con los Mets, solo porque Van Wagenen trabajo con los Mets en septiembre 2015 para enmendar su contrato existente y permitirles a los Mets igualdad de condiciones en agencia libre.
El mánager general de los Mets, Sandy Alderson, a llamado a Van Wagenen uno de los “MVPs de en su área,” diciendo, “quiero agradecerle también a Van Wagenen, quien represento a Yoenis y quien nos mantuvo a tanto durante el proceso entero. Y creo que fue esa previsión que más nos ayudó a financiar el negocio.”
En abril de 2013, como parte de una empresa conjunta entre CAA y Roc Nation, Van Wagenen se volvió el agente de béisbol de Cano, quien en ese momento era el All-Star de segunda base de los New York Yankees. Según con ESPN New York, “CAA es un grupo con mucha experiencia en béisbol, entonces Cano va a tener un agente que si sabe lo que hace con Brodie Van Wagenen.”
Cuando le preguntaron a Zimmerman sobre su decisión de Van Wagenen, Zimmerman dijo “Hace 10 años que conozco a Brodie. Brodie siempre ha cuidado a mi familia, como siempre dijo que lo haría. Es muy difícil encontrar alguien así.”
En diciembre de 2013, Cano firmó un contrato de 10 años por $240 millones con los Seattle Mariners. El negocio hizo de Cano el quinto jugador en la historia de firmar un contrato por $200 millones o más con solo Alex Rodríguez firmando un contrato de más valor. El contrato de Cano duplico el récord garantizado para un jugador de segunda base y fue el contrato más grande para un jugador que no haya tenido una temporada de 35 “home-runs” y fue a penas el quinto contrato de 10 años en la última década.
El contrato de Cano por $240 millones fue de $65 millones más que habían ofrecido los Yankees y más delo que habían predicho los expertos: $200 millones (New York Post) and $210 millones (CBS Sports). Escribió Heyman, “Van Wagenen va a tener que hacer los imposible para acertar el número mágico de $200 millones.” Tweeteo el analista de ESPN Jim Bowden, “Sin duda, el dúo de Jay-Z y Brodie Van Wagenen fue imperioso para sacar $240 millones de Seattle... $80 millones más que NYY #CAA”
Bowden llamó a Van Wagenen “uno de los agentes de béisbol más respetados en la industria.” Bowden, al escribir para ESPN.com., describió a Van Wagenen como “posgraduado de Stanford , conocido por su análisis, creatividad, con habilidades de presentación consideradas como las mejores del Business. Sus talentos con la gente son impactantes como él puede ser convincente como puede ser genuino.”
Según Sports Illustrated, “El equipo de manejo de Cano les dio tres presentaciones a los Mariners. Primera, de una perspectiva ajena: titulares y artículos, felicitaciones, y premios. El documento fue de 600 páginas. Tomo el trabajo de seis trabajadores de CAA para compilar. Segunda, las estadísticas de Cano en un contexto histórico. Ese documento fue de 80 páginas. Tercera, algo llamado un “consumer insights report,” una encuesta hecha por un grupo de investigadores para ver como gente ajena responde asía Cano... CAA argumentó que 10 cuotas de $24 era una ganga. Su presentación sugirió que los Mariners recibirían más de $200 millones en valor de Cano—incluyendo valor más allá de su producción sobre el terreno, en publicidad, marketing, y ventas de tiquetes, y en guiar a jugadores más jóvenes—años antes de la décima temporada. Por eso es que los Mariners necesitaban el mismo jugador, pero diferente, mas demostrativo.”
En agosto de 2014, Van Wagenen negoció un contrato de $72.5 millones para Castillo con los Boston Red Sox, el contrato más grande para un jugador Cubano. Fue el récord para cualquier jugador aficionado y cualquier personaje independiente internacional.  Según WEEI.com, “En vez de definir el valor de Castillo en relación con otros jugadores Cubanos, el agente utilizo a otros personajes independientes con habilidades comparables para definir la garantía que se merece Castillo.” 
Van Wagenen negoció un contrato de $23 millones por tres años para el paracorto Jed Lowrie con los Astros en diciembre de 2014. CBS Deportes evaluó esa negociación como una de las mejores para la “off-season” 2014-15, diciendo de Van Wagenen y Lowrie “de haber hecho uso de la falta de paracortos viables para negociar 23 millones por tres años.”
En febrero de 2012, los Nationals firmaron a Zimmerman para un contrato de extensión que le garantizaba $126 millones por ocho años.
Más tarde en la temporada 2012, Van Wagenen negoció un contrato de extensión de 3 años por 27 millones para Carlos Quentin con los San Diego Padres, que incluyó una “full no-trade clause.”
Zimmerman fue el cuarto escogido durante la recluta del 2005, y después escribió el mánager general de los Nationals que “la decisión inmediata de Zimmerman, aconsejado por CAA, de firmar inmediatamente y no esperar para maximizar su prima potencial en agosto, fue la correcta.”
En 2009, Van Wagenen negoció un contrato de $45 millones para Zimmerman con los Nationals.
Desde el 2002, Van Wagenen ha aconsejado a familias a través del proceso de reclutas para jugadores aficionados del MLB, trabajando personalmente con 17 selecciones de la primera ronda. En 2011, Van Wagenen negoció un contrato de liga mayor para Danny Hultzen con los Seattle Mariners, con un valor garantizado de $8.5 millones que fue el negocio más grande de la recluta del 2011, y el quinto más grande en la historia. Fue la tercera vez que Van Wagenen aseguró la compensación más importante en una recluta para un jugador de universidad.
Bajo el liderazgo de Van Wagenen, CAA ha ganado tres audiencias de arbitrajes salariales desde el 2008, incluyendo a Andrew Cashner contra los Padres en 2014.  Ninguna otra agencia ha ganado tantas audiencias durante ese tiempo.

## Personal
Van Wagenen y su esposa Molly, también graduada de Stanford y exatleta, tienen tres hijos. El suegro de Van Wagenen era nadie más que el astronauta Neil Armstrong. El padre de Van Wagenen, Jeff Van Wagenen, jugo golf profesional en el “European Seniors Tour” (1998-2008). Van Wagenen hizo parte de la Junta Directiva para el grupo “Buck/Cardinal” de la Universidad de Stanford durante los años 1998 al 2004.